# Adrian Constantin
Adrian Constantin (rođen 1970. u Temišvaru) rumunjski je matematičar. Radi u području nelinearnih parcijalnih diferencijalnih jednadžbi. 

## Životopis
Adrian Constantin pohađao je školu na njemačkom jeziku u Rumunjskoj. Nakon mature studirao je matematiku na Sveučilištu Nice Sophia Antipolis i diplomirao 1992. godine. Constantin je doktorirao pod vodstvom Henryja P. McKeana i Petera Laxa 1996. godine na Courant Institutu na Sveučilištu u New Yorku.
Nakon kratkog vremena kao predavač na Sveučilištu u Newcastlu u Ujedinjenom Kraljevstvu postao je profesor na Sveučilištu u Lundu 2000. godine. Od 2004. do 2008. bio je nositelj "katedre za matematiku Erasmusa Smitha" (1762) na Trinity Collegeu u Dublinu. 2007. dobio je nagradu Friedrich Wilhelm Bessel Research vrijednu 45.000 eura. Constantin radi na nelinearnim parcijalnim diferencijalnim jednadžbama i istražuje matematičko modeliranje valova na vodi. Od rujna 2008. Constantin je profesor parcijalnih diferencijalnih jednadžbi na Sveučilištu u Beču. Od 2008. također je profesor na King's College u Londonu.
Od 2016. godine Constantin sudjeluje kao voditelj projekta i njegov tim na Sveučilištu u Beču u interdisciplinarnom istraživačkom projektu koji financira Bečki fond za znanost, istraživanje i tehnologiju o interakcijama površinskih valova, unutarnjih valova i struja na ekvatoru. Istraživanje premošćuje matematičke, fizičke i inženjerske aspekte. Terenski podaci koje su prikupili partneri na Sveučilištu Stanford bit će pregledani u Beču.

## Nagrade
- 1994.: Benedetto Sciarra nagrada Scuola Normale Superiore di Pisa
- 2005.: Nagrada Göran Gustafsson Kraljevske švedske akademije znanosti
- 2007.: Nagrada Friedricha Wilhelma Bessela za istraživanje Zaklade Alexander von Humboldt
- 2009.: Nagrada za istraživanje dinamike fluida Japanskog društva za mehaniku fluida
- 2010.: Napredni grant Europskog istraživačkog vijeća (ERC)
- 2012.: Plenarno predavanje na Europskom matematičkom kongresu (ECM) u Krakowu (Neki matematički aspekti valova vode)

## Djela (izbor)
Tehnički članci
- s J. Escherom: Global existence and blow-up for a shallow water equation, Ann. Scuola Norm. Sup. Pisa Cl. Sci. (4) 26 (1998), no. 2, 303–328.
- s B. Kolevom: Geodesic flow on the diffeomorphism group of the circle, Comment. Math. Helv. 78 (2003), no. 4, 787–804.
- The trajectories of particles in Stokes waves, Invent. Math. 166 (2006), no. 3, 523–535.
- s A. Bressanom: Global conservative solutions of the Camassa-Holm equation, Arch. Ration. Mech. Anal. 183 (2007), no. 2, 215–239.
- s J. Escherom: J. Escher: Particle trajectories in solitary water waves, Bull. Amer. Math. Soc. (N.S.) 44 (2007), no. 3, 423–431
- s D. Lannesom: The hydrodynamical relevance of the Camassa-Holm and Degasperis-Procesi equations, Arch. Ration. Mech. Anal. 192 (2009), no. 1, 165–186.

Knjige
- Nonlinear Water Waves with Applications to Wave-Current Interactions and Tsunamis, SIAM-Society for Industrial and Applied Mathematics 2011, ISBN 978-1611971866.